# 丹尼爾·蘇達尼
丹尼爾·蘇達尼（英語：Daniel Suidani），索羅門群島政治人物，2019年至2023年擔任馬萊塔省省長。

## 任職期間
蘇達尼擔任馬萊塔省省長期間，索羅門群島政府正式將外交承認從中華民國轉向中華人民共和國。蘇達尼對此決定提出強烈的批評，聲稱北京曾試圖賄賂其以換取政治效忠，而中央政府亦批評蘇達尼抗命擅自接受臺灣的救援物資及與中央外交政策相左的親臺取態。
2020年，蘇達尼尋求在馬萊塔省舉行獨立公投，被中央政府認定非法。
2021年10月，有人對蘇達尼提出不信任案，但在爆發支持他的抗議活動後被撤回。他譴責國際社會對2021年索羅門群島騷亂的干涉。2023年2月7日，他被不信任案罷免而離職。
2022年，蘇達尼創立了烏米為了變革黨。
在2023年3月20日的一封信中，所羅門群島政府宣布蘇達尼因反對中華人民共和國的立場而「不適合擔任公職」。省政府和機構強化國家部長羅倫·塞萊索取消了蘇達尼在馬萊塔省議會中擔任席位的資格，馬萊塔省議會議長羅尼·布塔法接受了政府的建議宣布蘇達尼的席位-白邱-西部法塔萊卡第5選區－正式空缺。蘇達尼和他的支持者指責總理梅納西·索加瓦雷是他下台的幕後黑手，並發誓要上訴禁止他下台。
2024年，蘇達尼再次當選馬萊塔省議會席次。